# 起步

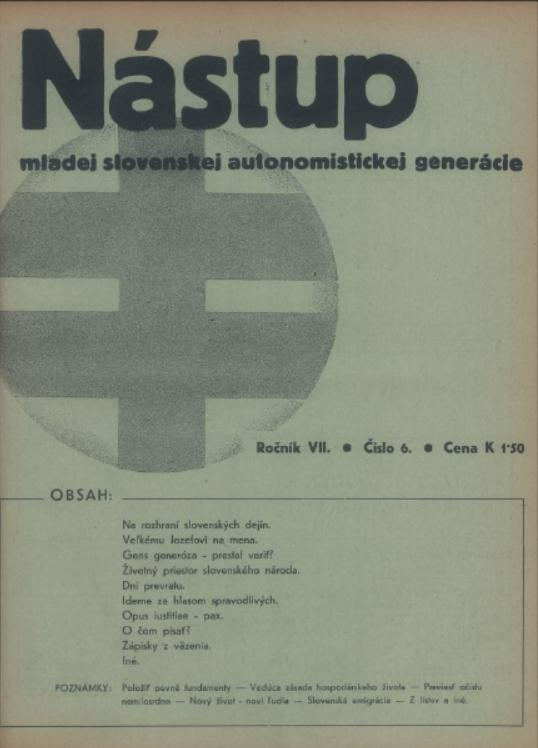
第7卷第6期的起步月刊封面

《起步》是一份斯洛伐克半月刊，于1933年至1940年间出版。
該雜誌主张斯洛伐克自治、捷克斯洛伐克應該分裂、支持斯洛伐克民族主义和反犹太主义，此外該雜誌支持纳粹主义的某些方面，但纳粹主义中與天主教主張衝突的地方並不受該雜誌支持。该杂志由费迪南德·尤昌斯基和他的兄弟创办，讀者主要是年轻的斯洛伐克天主教徒以及大学生。斯洛伐克人民黨中的一些人就受到該雜誌影響，這些人被称为“起步派” 。後來起步上刊登的文章的作者都是斯洛伐克人民党党员，并且雜誌对安德烈·赫林卡及斯洛伐克人民党的影响力越来越大。不過赫林卡否认起步受斯洛伐克人民党控制，而且斯洛伐克人民党與起步沒有任何關係。
1933年，捷克斯洛伐克舉辦一場有關西里尔与美多德的纪念活动，起步派成員逼迫組織方要讓斯洛伐克人民党领袖安德烈·赫林卡上台发言。最終起步派一些成員被指煽動騷亂而被逮捕，起步雜誌也短暫停刊。1934年底开始，起步获得波蘭外交部的资助。1934年末至1935年初，起步又短暫停刊六个月。該雜誌反对苏联与捷克斯洛伐克结盟，同時也主张独立自主而非亲德的外交政策，這使得納粹德國方面非常不滿。1940年7月，納粹德國召開薩爾斯堡會議。會議期間，納粹德國批評起步派主張的外交政策對德國不夠友好。會後不久，納粹德國勒令該雜誌停刊。